# Batalla de Arrato
La batalla de Arrato fue una batalla librada en el marco de las Guerras de bandos en torno al 1200 en la sierra de Arrato al oeste de Letona, Álava.
El enfrentamiento entre el bando gamboíno, representado por los Guevara, y el oñacino, por los Mendoza, concluyó con la victoria de los primeros y la muerte de Lope González de Mendoza, III señor de Mendoza.

## Antecedentes
La rivalidad entre las familias de los Mendoza y los Guevara en torno al territorio alavés tiene su origen en las guerras banderizas, en las que cada linaje se posicionó como cabeza de cada uno de los bandos: los Mendoza con los oñacinos y los Guevara con los gamboínos.

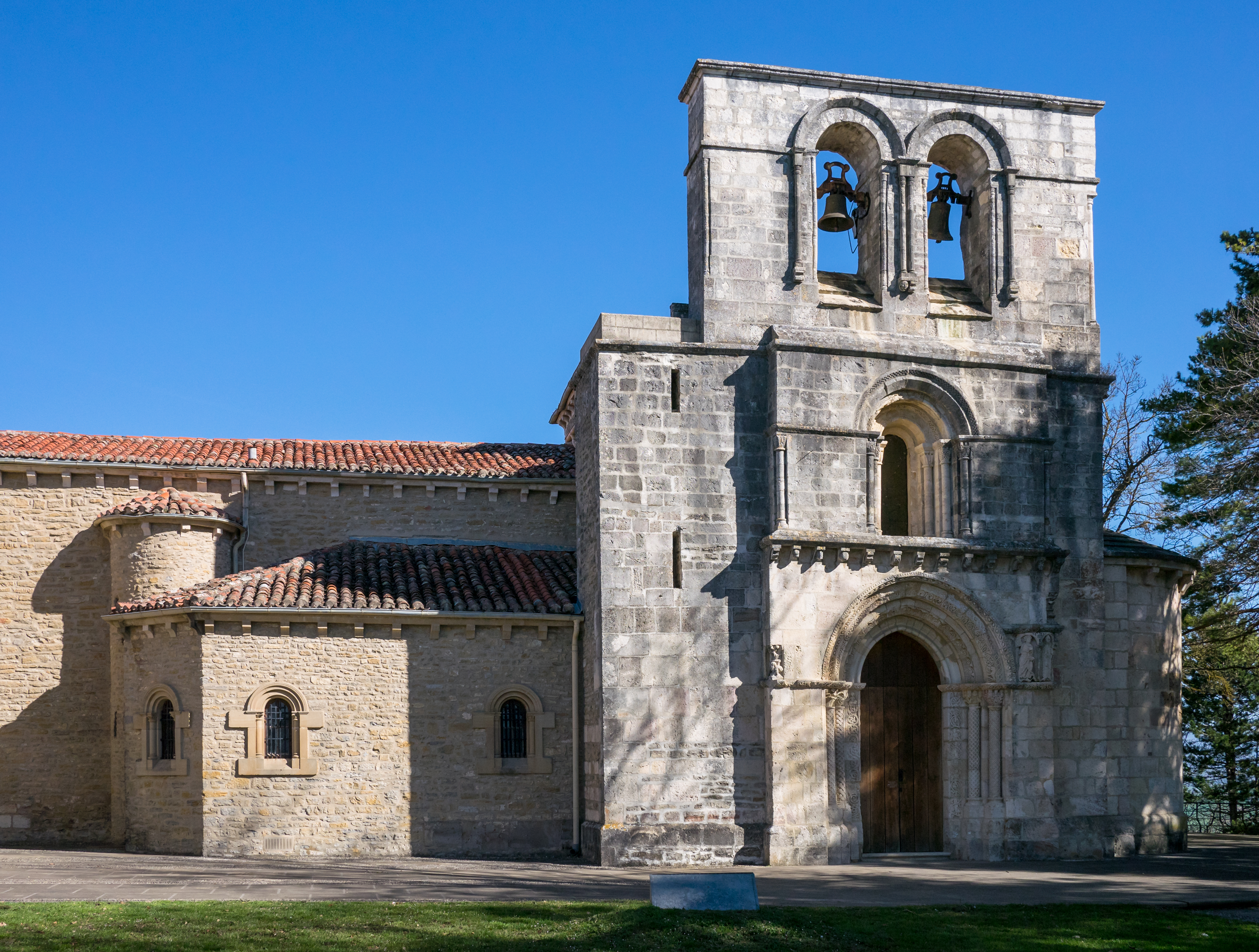
Santuario de Nuestra Señora de Estíbaliz

De acuerdo al cronista banderizo Lope García de Salazar y sus Bienandanzas e fortunas, la batalla de Arrato tiene su origen en el matrimonio de Iñigo de Guevara y la hermana de Lope González de Mendoza, III señor de Mendoza. Según la crónica con toques de leyenda, el señor de los Mendoza exigió la devolución de la dote al conocer que el Guevara había cometido adulterio.
Además, se disputaron la posesión de una preciada bocina hecha a partir de un cuerno de vaca. Para resolver el lance, se recurrió a los alcaldes de las hermandades de Álava que, reuniendo a los dos implicados en el Santuario de Estibaliz, juzgaron en favor de la familia Guevara. Lope González de Mendoza no acatando la sentencia, desafió al bando gamboíno a un combate en la sierra de Arrato.

## Localización
Por la descripción que se hace del campo de batalla y teniendo en cuenta el hallazgo de numerosos objetos medievales durante las excavaciones arqueológicas del castro de Urisolo, de la Edad del Hierro, todo apunta a que la batalla se libró en la ladera sureste del monte Azkorrieta.

## La batalla

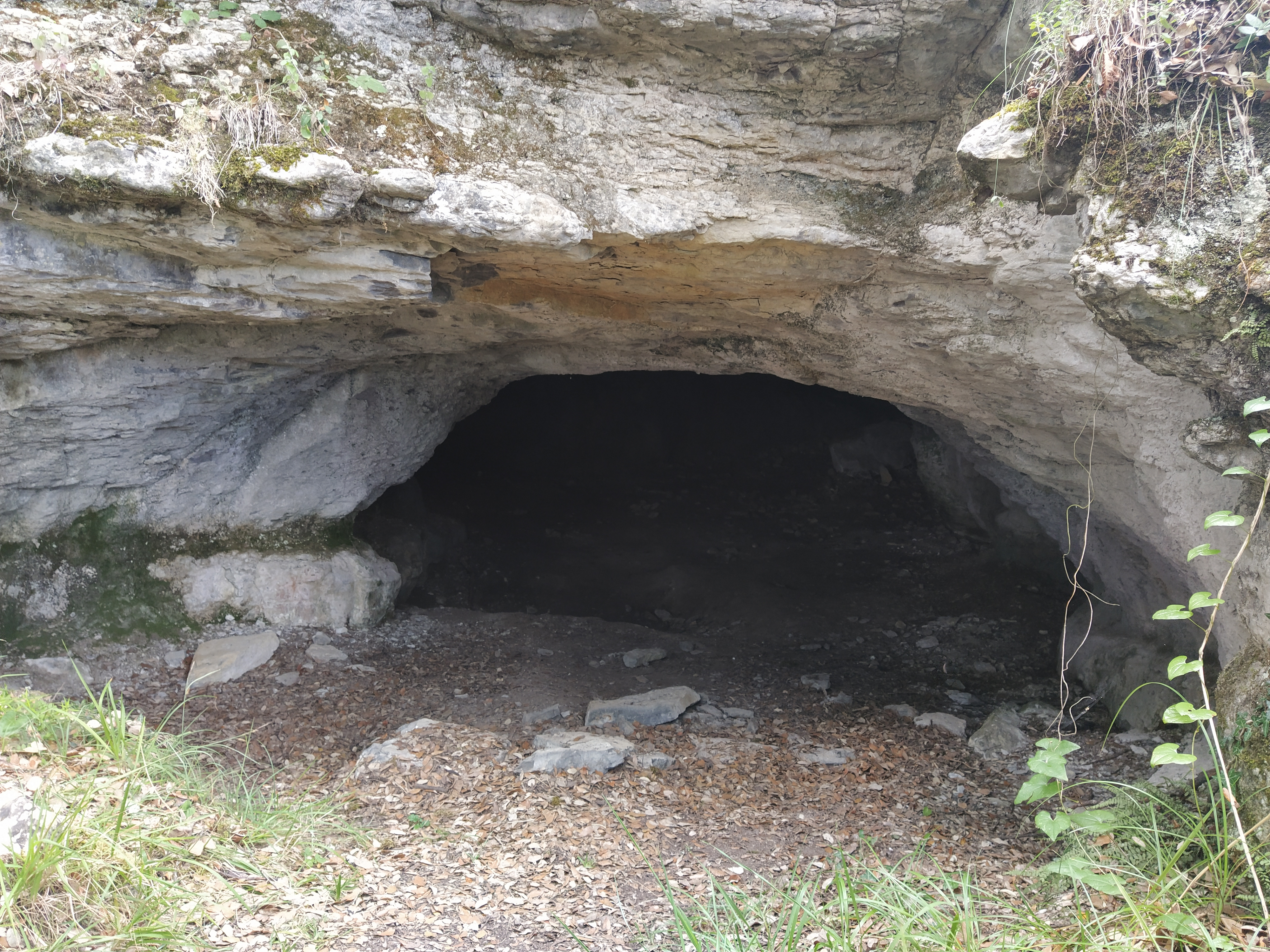
Cueva de los 40 caballeros

El día fijado, al contrario de lo esperado por Lope González de Mendoza, Iñigo de Guevara se presentó con un número superior de fuerzas acompañado de guipuzcoanos del bando gamboíno, principalmente ballesteros, que había llamado en secreto. Negándose a retirar a la torre de Mendoza, se inició el combate, resultando fatal para la caballería de los Mendoza y cayendo muerto el propio Lope González de Mendoza y su yerno Lope de Mendoza.
Se cuenta, que el braguero de Lope González de Mendoza fue llevado para vender al mercado de Vitoria. También, que en la retirada del bando oñacino, 40 de los caballeros se refugiaron y escondieron en el interior de una cueva existente junto al campo de batalla.

## Consecuencias
Tras el trágico final de los Mendoza en la batalla, el hijo de Lope González de Mendoza, que apenas contaba cinco años, fue llevado en secreto a Navarra para ponerlo a salvo de la ira de los Guevara. De ahí que tomó el nombre de Diego Hurtado de Mendoza.
Años después, Diego de Mendoza regresó a Álava para vengar a su padre y se presentó en el castillo de Guevara para retar a Iñigo de Guevara. Éste salió a su encuentro a caballo golpeándose en la cabeza con el arco de la puerta y cayó muerto. Tras esto, Diego Hurtado de Mendoza cortó la cabeza de Iñigo y fue vendida, en señal de venganza, en el mismo mercado de Vitoria.

## Legado

Escudo de Guevara con las panelas de plata sobre fondo rojo, en el segundo y tercer cuadrante

En recuerdo de la batalla de Arrato, la familia de los Guevara adoptó las panelas sobre fondo rojo para su escudo heráldico. Esta figura tiene por tanto un origen alavés y simbolizan las hojas de álamo cubiertas del polvo levantado por la caballería, sobre el río Zayas (o Zadorra según la fuente), el cual había quedado teñido por la sangre tras el combate.
Así mismo, los Mendoza también tomarían las panelas después del lance frente al castillo de Guevara, las cuales pasaron por lazos de parentesco a otras importantes familias como los Hurtado o los Salcedo.
Ricardo Becerro de Bengoa, por su parte, sostiene que las panelas en lugar de hojas de álamo se trata de unas flores acuáticas, "que el vulgo llama calabazas".